# Skivlingar
Skivlingar eller skivsvampar (Agaricales

) är den största ordningen inom hattsvamparna med 270 släkten och cirka 4 000 arter. Tidigare har skivlingarna grupperats efter förekomst av skivor (lameller) under hatten, men numera klassificeras skivlingarna utifrån genetiska likheter, vilket gör att vissa arter med skivor uteslutits från ordningen och vissa arter utan skivor har inräknats. I Sverige finns cirka 1 500 arter, varav minst ett 50-tal är ätliga.

## Några arter
- Blodchampinjon (Agaricus langei)
- Mjölskivling (Clitopilus prunulus)
- Blåmusseron (Lepista nuda)
- Nejlikbroskskivling (Marasmius oreades)
- Ostronmussling (Pleurotus ostreatus)
- Shiitake (Lentinula edodes)
- Sotvaxskivling (Hygrophorus camarophyllus)
- Toppslätskivling (Psilocybe semilanceata)
- Vårmusseron (Calocybe gambosa)